# Prionolabis acanthophora
Prionolabis acanthophora är en tvåvingeart som först beskrevs av Alexander 1938.  Prionolabis acanthophora ingår i släktet Prionolabis och familjen småharkrankar. Inga underarter finns listade i Catalogue of Life.